# NGC 1628
NGC 1628 ist eine Spiralgalaxie vom Hubble-Typ Sb im Sternbild Eridanus am Südsternhimmel. Sie ist schätzungsweise 162 Millionen Lichtjahre von der Milchstraße entfernt und hat einen Durchmesser von etwa 90.000 Lj.
Im selben Himmelsareal befinden sich u. a. die Galaxien NGC 1621 und NGC 1627.
Das Objekt wurde am 22. Dezember 1886 von Lewis Swift entdeckt.